# Diocèse de Pignerol
Le diocèse de Pignerol (en latin : Dioecesis Pineroliensis ; en italien : Diocesi di Pinerolo) est un diocèse de l'Église catholique en Italie, suffragant de l'archidiocèse de Turin et appartenant à la région ecclésiastique du Piémont.

## Territoire
Il est situé dans la partie sud-ouest de la ville métropolitaine de Turin, le reste de cette ville métropolitaine est géré par les diocèses de Casale Monferrato, Ivrée, Suse et l'archidiocèse de Turin. Son territoire est de 1 440 km2 divisé en 62 paroisses regroupées en 4 archidiaconés. L'évêché est à Pignerol avec la cathédrale saint Donat. Dans la même ville, se trouve la basilique Saint-Maurice (it) et le sanctuaire du Sacré-Cœur où repose le corps du vénérable Bruno Lanteri, fondateur des oblats de la Vierge Marie.

## Histoire
Le diocèse est érigé par le pape Benoît XIV par la bulle In sacrosancta du 23 décembre 1748et nommé suffragant de l'archidiocèse de Turin. Son territoire se compose de 69 paroisses, dont 27 appartiennent au prévôté de Saint Laurent d'Oulx , 24 à l'abbaye territoriale cistercienne de Santa Maria de Abbadia Alpina (frazione de Pignerol) fondée par la comtesse Adélaïde de Suse en 1064 et reconnu nullius dioecesis en 1078, 16 à l'archidiocèse de Turin et 2 à l'abbaye de Santa Maria Maggiore de Suse. La collégiale Saint Donat, connue depuis le XIe siècle, devient la cathédrale du nouveau diocèse tandis que le palais du gouverneur savoyard est cédé par le gouvernement pour être transformé en palais épiscopal. 
Le premier évêque est Giovanni Battista D'Orliè de Saint Innocent, des chanoines réguliers de saint Augustin, qui est le dernier prieur de la prévôté de Saint Laurent d'Oulx. Il appeler le premier synode diocésain, entre le 14 et le 16 septembre 1762 pour  administrer le nouveau diocèse et fait l'acquisition d'un palais adjacent au palais épiscopal pour y établir le séminaire, qui sera transféré dans l'ancien couvent des Augustins en 1817. Le 3 août 1772, Pignerol cède une partie de son territoire, correspondant aux vallées de l'Oulx, Césane et Bardonnèche au profit de l'érection du diocèse de Suse mais le transfert ne devient effectif qu'après la mort de l'évêque de Pignerol en 1797. 
Pignerol souffre beaucoup sous la domination française. Les anti-français et anti-républicains sont submergés par les milices vaudoises. En 1802, les instituts religieux sont dissouts et leurs biens confisqués : augustins, franciscains, capucins, dominicains, carmes, feuillants et clarisses. L'évêque choisit une ligne très prudente, jusqu'à faire chanter le Te Deum pour Napoléon et louer sa religiosité ; mais malgré cela, des mesures restrictives sont adoptées comme la création de taxes qui n'épargnent pas l'évêque et la réduction du nombre de jours fériés.
A l'occasion de la réorganisation des diocèses piémontais voulue par Bonaparte, le siège de Pignerol est supprimé par le pape Pie VII le 1er juin 1803 par la bulle Gravissimis causis adducimur et son territoire incorporé à celui du diocèse de Saluces. Le diocèse est rétabli le 17 juillet 1817 par la bulle Beati Petri du même pontife ; 5 autres paroisses sont ajoutées à l'ancien territoire, séparées de l'archidiocèse de Turin.
Pendant la période du Risorgimento, Mgr Renaldi (1848-1873) a une attitude libérale, souvent en contraste avec la ligne des archevêques de Turin. Il se range résolument en faveur de l'émancipation des Vaudois voulue par le roi Charles-Albert, qu'il soutient dans ses sermons contre l'intolérance. Il accueille dans son diocèse les clercs ayant des sympathies libérales et rejetées par l'archevêque de Turin, et se montre un farouche opposant du dogme de l'infaillibilité papale lors du Concile Vatican I.
L'anticléricalisme maçonnique et libéral s'oppose à Mgr Vassarotti (1873-1881) qui succède à Renaldi. Pendant quelques mois, il ne peut résider à l'évêché faute d'exequatur gouvernemental lors de son élection. Les autorités n'assistent pas à son entrée dans le diocèse et il doit abandonner plus tard le projet de restauration de la cathédrale, en raison de l'hostilité de l'administration municipale. Lors de son épiscopat, il triple les étudiants inscrits au séminaire et dans sa visite pastorale il lutte contre les abus moraux tels que le non-respect des fêtes religieuses ou les blasphèmes. Enfin, le projet de restauration de la cathédrale est l'un des succès de Mgr Sardi (1886-1894) ; la cathédrale est achevée au début du XXe siècle avec la construction des chapelles de la nef droite et de la sacristie.
L'évêque Giovanni Battista Rossi (1894-1922) défend les fidèles contre la prédication vaudoise, qu'il considère comme l'œuvre du diable (en particulier il insiste sur le culte des saints et de la Vierge), et la diffusion de l'idéologie socialiste. Rossi fait également construire le nouveau séminaire, inauguré en septembre 1899 ; promeut la diffusion de l'œuvre catéchétique dans les paroisses et en 1906, L'Eco del Chisone, l'hebdomadaire catholique du diocèse.
De 1968 à 1974, le diocèse reste sans évêque. Pendant les quatre premières années, il est gouverné par un administrateur apostolique, Bartolomeo Santo Quadri, qui est parmi les principaux promoteurs dans le diocèse de l'esprit et des décisions du concile Vatican II, en particulier concernant l'œcuménisme, donnant ainsi une nouvelle relation entre le diocèse et la communauté vaudoise. En 1997, l'évêque Pietro Giachetti crée le musée diocésain de Pignerol, près de la cathédrale. Son successeur, Pier Giorgio Debernardi fonde en 2000 la bibliothèque diocésaine Giulio Bonatto, située dans les locaux du séminaire.

## Évêques
- Jean-Baptiste d'Orlier de Saint-Innocent, C.R.S.A (1749-1794)[5]
- Giuseppe Maria Grimaldi (1797-1803)
  - siège supprimé (1803-1817)
- François-Marie Bigex (1817-1824), nommé archevêque de Chambéry[5]
- Pierre-Joseph Rey (1824-1832), nommé évêque d'Annecy[5]
- André Charvaz (1834-1848) nommé archevêque titulaire de Sébaste (de)[5]
- Lorenzo Guglielmo Maria Renaldi (1848-1873)
- Giovanni Domenico Vassarotti (1873-1881)
- Filippo Chiesa (1881-1886), nommé évêque de Casale Monferrato[5]
- Giovanni Maria Sardi (1886-1894)[5]
- Giovanni Battista Rossi (1894-1922)[5]
- Angelo Bartolomasi (it) (1922-1929) nommé archevêque titulaire de Petra-en-Palestine[5]
- Gaudenzio Binaschi (it) (1930-1968)
- siège vacant (1968-1974)
  - Bartolomeo Santo Quadri (it) (1968-1972), administrateur apostolique avec le titre d'évêque titulaire de Villa Nova (de)
  - Massimo Giustetti (1972-1974) administrateur apostolique avec le titre d'évêque titulaire de Celene (de)[5]
- Massimo Giustetti (1974-1975), nommé évêque de Mondovi[5]
- Pietro Giachetti (1976-1998)[5]
- Pier Giorgio Debernardi (it) (1998-2017)[5]
- Derio Olivero (it) (2017-  )